# Abiy Ahmed
Abiy Ahmed Ali (amharisk: አብይ አህመድ አሊ, oromo: Abiyyi Ahimad Alii; født 15. august 1976 i Beshasha i den daværende provins Kaffa i Etiopien) er en etiopisk politiker, som siden 2. april 2018 er Etiopiens premierminister.
Han fik Nobels fredspris i 2019. I oktober 2021 blev Abiy Ahmed officielt svoret for en anden 5-årig periode.[kilde mangler]

## Liv og virke

### Baggrund
Abiy Ahmed er barn af sin muslimske far Ahmed Alis og dennes fjerde hustru i polygamt ægteskab, Tezeta Wolde, en konverteret ortodoks kristen. I dette ægteskab blev der også født fem andre børn. Ud over dette har Abiy syv halvsøskende på fædrende side. Faderen var oromo, moderen amhara.
Om hans religionstilhørighed er det divergerende oplysninger. Han opgives at være muslim, kristen, protestant og pinseven aktiv i Ethiopian Full Gospel Believers' Church. Hans navn, som det blev populært at give børn efter at den etiopiske kejser Haile Selassie blev styrtet i 1965, er afledt af ordet abiyot, som betyder "revolution". Efter underskolen begyndte han på skoler i Agaro. Han var en ivrig elev og senere i livet har han opfordret andre til at lære og uddybe deres kundskaber.
I slutningen af 1980'erne kom han med i Oromo People's Democratic Organisation (OPDO). Som tenager i 1990'erne kæmpede han mod den marxistiske Derg. Hans fader havde en tid siddet fængslet af disse magthavere.
Han har en eksamen i fred og sikkerhed fra Universitetet i Addis Abeba og en mastergradseksamen i lederskab fra University of Greenwich i London.
Ahmed taler flydende oromo, amharisk og tigrinsk, samt engelsk.

### Karriere
I 1995 tjenestegjorde Ahmed i FNs fredsbevarende styrker i Rwanda. Han har tjenestegjort i de etiopiske væbnede styrker som oberstløjtnant. Han mødte og giftede sig med sin kone, Zinash Tayachew, en amhara fra Gondar, mens de begge var tilknyttet militæret. I 2007 grundlagde han Etiopias informationsnetværk- og sikkerhedsbureau med ansvar for cybersikkerhed (INSA) og var også dets leder. Han var også bestyrelsesmedlem i Ethio Telecom.

### Politiker
I 2010 gik Abiy Ahmed ind i politik, og han blev i 2016 Etiopiens minister for forskning og teknologi. Han kombinerede i 2017 sit politiske arbejde med doktorstudier ved Universitetet i Addis Abeba. På grundlag af sit doktorarbejde Social Capital and its Role in Traditional Conflict Resolution in Ethiopia: The Case of Inter-Religious Conflict in Jimma Zone State ved Institute for Peace and Security Studies offentliggjorde han august 2017 en artikel i Horn Of Africa Bulletin (Countering Violent Extremism through Social Capital: Anecdote from Jimma, Ethiopia).
Han er leder for partierne EPRDF og ODP, som sammen styrer Etiopien. Ahmed er også valgt til Etiopiens parlament.

### Premierminister
Abiy Ahmed var med sine 41 år Afrikas yngste leder, da han tiltrådte som Etiopiens premierminister i april 2018. Han er landets første leder fra folkegruppen oromo. Ahmed har, efter at han blev valgt til premierminister, igangsat flere programmer, som har ført til politiske og økonomiske reformer. Blandt andet undertegnede han i 2019 en fredsaftale med Eritreas præsident, Isaias Afewerki. Landene havde da i 20 år ligget i en grænsetvist. Aftalen førte blandt andet til at Ethiopian Airlines åbnede en rute til Asmara for første gang i 20 år.
Under Ahmeds ledelse blev der også sluttet fred mellem oppositionsgrupper som ONLF, OLF og G7-gruppen. Han har bedt om tilgivelse for overgrebene som hans eget parti, EPRDF, foretog mod den egne befolkning.
Han har endvidere engageret sig i andre fredsaftaler i området, blandt andet i Sudan.
Abiy Ahmeds regering har i rask tempo benådet over 7.000 politiske fanger, og loven, som tidligere har forbudt civilsamfundet at arbejde for menneskerettighederne, er blevet ophævet.
I oktober 2018 var det tæt på, at han faldt som offer for en sammensværgelse fra militære rækker. Ahmed afsatte derefter en række vigtige militære personer, deriblandt generalstabschefen. I befolkningen fik han bred støtte.